# SN 2008gc
SN 2008gc – supernowa typu Ib/c odkryta 3 października 2008 roku w galaktyce A021036-5345. W momencie odkrycia miała maksymalną jasność 17,40m.